# WTA Madrid Open
Il WTA Madrid Open è stato un torneo femminile di tennis giocato sulla terra rossa che si è disputato a Madrid in Spagna dal 1996 al 2003. È stato rimpiazzato dal Barcelona Ladies Open. Nell'edizione inaugurale faceva parte della categoria Tier II e a partire dal 1997 è entrato a far parte della categoria Tier III, entrambe nell'ambito del WTA Tour.

## Albo d'oro

### Singolare
| Anno         | Campionessa             | Finalista                     | Punteggio     |
| ------------ | ----------------------- | ----------------------------- | ------------- |
| ↓ Tier II ↓  |                         |                               |               |
| 1996         | Jana Novotná (1)        | Magdalena Maleeva             | 4–6, 6–4, 6–3 |
| ↓ Tier III ↓ |                         |                               |               |
| 1997         | Jana Novotná (2)        | Monica Seles                  | 7–5, 6–1      |
| 1998         | Patty Schnyder          | Dominique Monami              | 3–6, 6–4, 6–0 |
| 1999         | Lindsay Davenport       | Paola Suárez                  | 6–1, 6–3      |
| 2000         | Gala León García        | Fabiola Zuluaga               | 4–6, 6–2, 6–2 |
| 2001         | Arantxa Sánchez Vicario | Ángeles Montolio              | 7–5, 6–0      |
| 2002         | Monica Seles            | Chanda Rubin                  | 6–4, 6–2      |
| 2003         | Chanda Rubin            | María Antonia Sánchez Lorenzo | 6–4, 5–7, 6–4 |

### Doppio
| Anno                    | Campionesse                                    | Finaliste                                      | Punteggio        |
| ----------------------- | ---------------------------------------------- | ---------------------------------------------- | ---------------- |
| ↓ Tier II ↓             |                                                |                                                |                  |
| 1996                    | Jana Novotná Arantxa Sánchez Vicario (1)       | Sabine Appelmans Miriam Oremans                | 7–6, 6–2         |
| ↓ Tier III tournament ↓ |                                                |                                                |                  |
| 1997                    | Mary Joe Fernández Arantxa Sánchez Vicario (2) | Inés Gorrochategui Irina Spîrlea               | 6–3, 6–2         |
| 1998                    | Florencia Labat Dominique Monami               | Rachel McQuillan Nicole Pratt                  | 6–3, 6–1         |
| 1999                    | Virginia Ruano Pascual (1) Paola Suárez        | Maria Fernanda Landa Marlene Weingärtner       | 6–2, 0–6, 6–0    |
| 2000                    | Lisa Raymond Rennae Stubbs                     | Gala León García María Antonia Sánchez Lorenzo | 6–1, 6–3         |
| 2001                    | Virginia Ruano Pascual (2) Paola Suárez        | Lisa Raymond Rennae Stubbs                     | 7–5, 2–6, 7–6(4) |
| 2002                    | Martina Navrátilová Nataša Zvereva             | Rossana de los Ríos Arantxa Sánchez Vicario    | 6–2, 6–3         |
| 2003                    | Jill Craybas Liezel Huber                      | Rita Grande Angelique Widjaja                  | 6–4, 7–6(6)      |